# Dura marginepunctata
Dura marginepunctata är en fjärilsart som beskrevs av George Thomas Bethune-Baker 1904. Dura marginepunctata ingår i släktet Dura och familjen tofsspinnare. Inga underarter finns listade i Catalogue of Life.